# Karen Barritza
Karen Barritza (født Barbat 3. juli 1992 i Aalborg) er en dansk tennisspiller, der repræsenterer Birkerød Tennisklub og Danmarks Fed Cup-hold
Indtil november 2017 havde hun ikke vundet en titel på WTA Tour men 11 titler på ITF Women's Circuit.

## ITF finaler (14-11)

### Single (7–6)
| Forklaring           |
| -------------------- |
| $100.000 turneringer |
| $75.000 turneringer  |
| $50.000 turneringer  |
| $25.000 turneringer  |
| $15.000 turneringer  |
| $10.000 turneringer  |

| Finaler fordelt på underlag |
| --------------------------- |
| Hardcourt (2–2)             |
| Grus (4–4)                  |
| Græs (0–0)                  |
| Tæppe (1–0)                 |

| Resultat | Nr. | Dato              | Turnering            | Underlag      | Modstander         | Score                    |
| -------- | --- | ----------------- | -------------------- | ------------- | ------------------ | ------------------------ |
| Finalist | 1.  | 21. juni 2010     | Gausdal, Norge       | Hardcourt     | Victoria Larrière  | 6–1, 6–2                 |
| Vinder   | 1.  | 23. maj 2011      | Paros, Grækenland    | Tæppe         | Despoina Vogasari  | 6–1 7–5                  |
| Vinder   | 2.  | 22. juli 2013     | Tampere, Finland     | Grus          | Liubov Vasilyeva   | 6–1 7–6 (7)              |
| Vinder   | 3.  | 29. juli 2013     | Savitaipale, Finland | Grus          | Antonina Lysakova  | 7–5 6–3                  |
| Finalist | 2.  | 23. december 2013 | Istanbul, Tyrkiet    | Hardcourt (i) | Elise Mertens      | 7–5, 4–6, 6–4            |
| Finalist | 3.  | 3. august 2014    | København, Danmark   | Grus          | Mai Grage          | 4–6 5–7                  |
| Vinder   | 4.  | 8. november 2014  | Oslo, Norge          | Hardcourt (i) | Cornelia Lister    | 6–2 6–2                  |
| Finalist | 4.  | 12. juli 2015     | Amstelveen, Holland  | Grus          | Bibiane Weijers    | 4–6, 6–3, 1–6            |
| Finalist | 5.  | 26. juli 2015     | Tampere, Finland     | Grus          | Lilla Barzó        | 2–6, 4–6                 |
| Vinder   | 5.  | 15. maj 2016      | Båstad, Sverige      | Grus          | Cornelia Lister    | 6–4, 6–4                 |
| Finalist | 6.  | 22. august 2016   | Rotterdam, Holland   | Grus          | Chiara Scholl      | 6–7(4–7), 7–5, 6–7(8–10) |
| Vinder   | 6.  | 20. november 2016 | Helsinki, Finland    | Hardcourt (i) | Elena Rybakina     | 6–3, 6–4                 |
| Vinder   | 7.  | 27. august 2017   | Rotterdam, Holland   | Grus          | Tayisiya Morderger | 2–6, 6–4, 6–4            |

### Double (7–5)
| Legend               |
| -------------------- |
| $100.000 turneringer |
| $75.000 turneringer  |
| $50.000 turneringer  |
| $25.000 turneringer  |
| $15.000 turneringer  |
| $10.000 turneringer  |

| Finaler fordelt på underlag |
| --------------------------- |
| Hardcourt (3–4)             |
| Grus (4–1)                  |
| Græs (0–0)                  |
| Tæppe (0–0)                 |

| Resultat | Nr. | Dato              | Turnering                    | Underlag      | Makker                 | Modstander                                | Score            |
| -------- | --- | ----------------- | ---------------------------- | ------------- | ---------------------- | ----------------------------------------- | ---------------- |
| Vinder   | 1.  | 29. juni 2010     | Gausdal, Norge               | Hardcourt     | Mhairi Brown           | Lisa Whybourn Nicola George               | 6–2 6–2          |
| Vinder   | 2.  | 23. oktober 2010  | Glasgow, Storbritannien      | Hardcourt     | Julia Mayr             | Eirini Georgatou Valeria Savinykh         | Walkover         |
| Finalist | 1.  | 1 November 2010   | Stockholm, Sverige           | Hardcourt     | Anna Brazhnikova       | Xenia Knoll Lara Michel                   | 3–6 3–6          |
| Vinder   | 3.  | 22. august 2011   | Braunschweig, Tyskland       | Grus          | Huỳnh Phương Đài Trang | Sabrina Baumgarten Katharina Lehnert      | 6–2 6–4          |
| Finalist | 2.  | 31. oktober 2011  | Stockholm, Sverige           | Hardcourt     | Julia Kimmelmann       | Ghislaine van Baal Lisanne van Riet       | 2–6 7–6 3–6      |
| Finalist | 3.  | 28. maj 2012      | Maribor, Slovenien           | Grus          | Anna-Lena Friedsam     | Elena Bogdan Kathrin Wörle                | 2–6, 6–2, [5–10] |
| Vinder   | 4.  | 31. juli 2012     | Savitaipale, Finland         | Grus          | Eveliina Virtanen      | Olga Brózda Nikola Horáková               | Walkover         |
| Finalist | 4.  | 5. november 2012  | Loughborough, Storbritannien | Hardcourt (i) | Lara Michel            | Anna Fitzpatrick Jade Windley             | 2–6, 2–6         |
| Vinder   | 5.  | 1. august 2014    | København, Danmark           | Grus          | Klaudia Boczová        | Emilie Francati Maria Jespersen           | 6–4, 6–1         |
| Vinder   | 6.  | 22. august 2016   | Rotterdam, Holland           | Grus          | Chiara Scholl          | Rosalie van der Hoek Sviatlana Pirazhenka | 6–2, 6–3         |
| Finalist | 5.  | 31. oktober 2016  | Oslo, Norge                  | Hardcourt (i) | Michaela Hončová       | Chayenne Ewijk Rosalie van der Hoek       | 4–6, 4–6         |
| Vinder   | 7.  | 20. november 2016 | Helsinki, Finland            | Hardcourt (i) | Laura-Ioana Andrei     | Alina Silich Valeriya Zeleva              | 6–4, 6–3         |